# 石川越智人
石川 越智人（いしかわ の おちひと、生没年不詳）は、平安時代初期の貴族。姓は朝臣。官位は従五位上・遠江守。

## 経歴
従五位下に叙爵後、仁明朝初頭の承和元年（834年）越中介に任ぜられる。承和3年（836年）大膳亮に遷ると、承和9年（842年）兵部少輔と京官を歴任する。
承和13年（846年）従五位上・遠江守に叙任され、再び地方官を務めている。

## 官歴
『続日本後紀』による。
- 時期不詳：従五位下
- 承和元年（834年） 正月12日：越中介
- 承和3年（836年） 閏5月1日：大膳亮
- 承和9年（842年） 12月10日：兵部少輔
- 承和13年（846年） 正月7日：従五位上。7月10日：遠江守